# Clathria fasciculata
Clathria fasciculata är en svampdjursart som beskrevs av Wilson 1925. Clathria fasciculata ingår i släktet Clathria och familjen Microcionidae. Inga underarter finns listade i Catalogue of Life.